# آنن
آنن (به هلندی: Annen) یک منطقهٔ مسکونی در هلند است که در آ ان هونزه واقع شده‌است. آنن ۳٬۷۲۰ نفر جمعیت دارد.